# Julie Kilian
Juliana Danielle "Julie" Kilian é uma política sul-africana. Ela serviu como membro da Assembleia Nacional da África do Sul por dois partidos políticos de 2009 a 2019. Ela representou o Congresso do Povo de 2009 a 2014 e o Congresso Nacional Africano entre 2014 e 2019. Kilian foi um membro sénior do Novo Partido Nacional.

## Vida e carreira
Kilian nasceu na África do Sul. Ela casou-se com Johan Kilian.
Em 2008, Kilian e o seu marido ingressaram no Congresso do Povo. Ela foi eleita para a Assembleia Nacional como uma das primeiras representantes do partido. Ela era membro do comité de portefólio de comunicações.
Antes das eleições gerais sul-africanas de 2014, Kilian renunciou ao Congresso do Povo (COPE) e ingressou no Congresso Nacional Africano. Ela foi uma das muitas parlamentares que deixaram o COPE devido a conflitos internos do partido. O seu nome foi colocado na lista de eleições do ANC e ela voltou ao Parlamento após a eleição. O seu marido morreu em 2015.
Em 2018, Kilian criticou o AfriForum. Ela disse que o grupo de lobby não "fala em meu nome e em nome de outros oradores progressistas Afrikaans".